# Торндайк, Эдвард Ли
Эдвард Ли То́рндайк (англ. Edward Lee Thorndike; 31 августа 1874, Уильямсберг, Массачусетс — 9 августа 1949, Монтроз, Нью-Йорк) — американский психолог и педагог. Президент Американской психологической ассоциации в 1912 году.
Проводил исследования, изучая поведение животных. Они были направлены на выход из «проблемного ящика». Под этим термином Торндайк подразумевал экспериментальное устройство, в которое помещались подопытные животные. Если они выходили из ящика, то получали подкрепление рефлекса. Результаты исследований отображались на определённых графиках, которые он назвал «кривые научения». Таким образом, целью его исследования было изучение двигательных реакций животных. Благодаря этим экспериментам Торндайк сделал вывод, что животные действуют методом «проб и ошибок и случайного успеха». Эти работы привели его к теории коннективизма.

## Биография
Эдвард Торндайк родился в Уильямсберге, штат Массачусетс. Его отец был священником методистской церкви. Семья придерживалась строгих правил и норм поведения. В детях с ранних лет воспитывались привычка к труду и полная самоотдача правому делу. Возможно, поэтому все три сына поступили в университет и добились больших результатов в научной деятельности.
Эдвард Торндайк поступил в Уэслианский университет. Ещё будучи студентом, он увлёкся психологией, прочитав книгу У. Джеймса «Основы психологии». Она настолько его заинтересовала, что Торндайк решил встретиться с автором и поехал в Гарвардский университет.
В 1898 году он защитил докторскую диссертацию в Колумбийском университете под руководством Джеймса Кеттела. С 1904 года стал профессором Колумбийского университета.
После написания своей диссертации «Интеллект животных» Торндайк оставляет опыты над животными и переключается на людей. В 1899 г. он поступает на должность преподавателя психологии в педагогический колледж Колумбийского университета и там проводит психологические исследования проблемы обучения людей, а также увлекается такой сферой научной деятельности, как тестирование интеллекта.
В 1912 году Торндайк становится президентом Американской психологической ассоциации. В 1939 году он уходит в отставку, однако активно продолжает свою научную деятельность вплоть до смерти в 1949. Его вклад в науку оценён по достоинству многими учёными и исследователями, к примеру, основателем бихевиоризма Джоном Уотсоном и русским учёным И. П. Павловым. Его научные исследования и работы по теории научения стимулировали огромный интерес в американской науке именно в этой области. Объективность и точность сделали труды Торндайка классическими. Своими работами Торндайк показал, что психология как наука выходит далеко за рамки простой механики и биологии. В её основании лежат совсем другие начала, а сфера исследования распространяется помимо самого организма и на область его взаимодействия с внешней средой.

## Научные труды Торндайка
Первый психологический эксперимент он решил провести с детьми. Человек загадывал какое-либо слово и старался мысленно его представить. Дети должны были постараться угадать задуманное, тогда они получали конфеты. Этот опыт отражал психологические веяния того времени. Взаимосвязь мысли и слова уже признавалась всеми. Торндайк предположил, что, когда человек думает о чём-либо или произносит какое-либо слово «про себя», мышцы его речевого аппарата неосознанно производят едва видимые движения, которые, как правило, остаются незамеченными окружающими. Торндайк использовал конфеты в качестве поощрительного стимула к повышению чувствительности с целью уловления микродвижений и угадывания мысли. В течение эксперимента предполагалось также, что такая чувствительность будет возрастать. Администрация университета запретила его опыты, и работа осталась незавершённой.
Однако эти первые экспериментаторские попытки в основном определили направление дальнейших исследований Торндайка. В своих опытах он стал использовать животных. Сначала это были цыплята, затем кошки и собаки, а также обезьяны. Всем опытам были присущи три основных момента:
1. исключалось обращение к разуму;
2. исследовалась расположенность подопытного животного к научению;
3. использовался положительный фактор подкрепления в качестве поощрения.

Суть опытов Торндайка заключалась в следующем: животных помещали в специальный аппарат, снабжённый различными приспособлениями. Снаружи раскладывалась подкормка таким образом, чтобы испытуемое животное знало о её присутствии. Выйти и получить желаемый кусок оно могло только в том случае, если приведёт в действие определённое устройство. Торндайк тщательно наблюдал за движениями животного и отмечал время от начала эксперимента до того момента, когда животное освобождалось. Дав насытиться, животное снова возвращали в аппарат, и эксперимент продолжался. Опыты показали, что, попадая в неволю, животное всегда стремится освободиться, испытывая неудовольствие сложившимся положением. В своих отчаянных попытках выбраться на свободу оно случайно производит действие, предоставляющее выход. Это движение относится к его врождённым реакциям. При неоднократном повторении опыта поведение животного изменяется; количество действий, не приводящих к свободе, постепенно уменьшается и сводится к нулю, действия же, приводящие к успеху, становятся всё более точными. Всё это способствовало тому, что со временем животное высвобождалось быстрее.
Результаты экспериментов и собственные выводы Эдвард Торндайк подробно изложил в своей докторской диссертации «Интеллект животных. Экспериментальное исследование ассоциативных процессов у животных» (1898). Отправной точкой в описании исследования реакционных движений животных стал принцип проб, ошибок и случайного успеха, в результате которого животное приобретает разные формы поведения на всех уровнях своего развития. Всякое действие является реакцией на ситуацию, а не на какой-либо внешний импульс.
Таким образом, Торндайк делает вывод, что поведение любого живого существа определяется тремя составляющими:
1. ситуацией, которая включает в себя как внешние, так и внутренние процессы, оказывающие воздействие на индивидуума,
2. реакцией или внутренними процессами, происходящими в результате этого воздействия;
3. тонкой связью между ситуацией и реакцией, то есть ассоциацией. В своих опытах Торндайк показал, что интеллект как таковой и его активность могут быть изучаемы и без обращения к разуму. Акцент с установления внутренних связей переносился им на установление связей между внешней ситуацией и движениями, что внесло новые веяния в ассоциативную психологию. Механический детерминизм Торндайк в своей теории соединил с биологическим, а потом и с биопсихическим, существенно расширив область психологии, ранее ограниченную пределами сознания.

На основе своих исследований Торндайк вывел несколько законов научения:
1. Закон упражнения (пропорциональная связь между ситуацией и реакцией на неё относительно частоты их повторения).
2. Закон готовности (изменение готовности организма к проведению нервных импульсов связано с упражнениями).
3. Закон ассоциативного сдвига (при реакции на один определённый раздражитель из нескольких, действующих одновременно, другие раздражители, участвовавшие в данной ситуации, в дальнейшем вызывают такую же реакцию).
4. Закон эффекта. Последний, четвёртый, закон вызвал множество споров, поскольку включал в себя фактор мотивации (фактор чисто психологической направленности). Закон эффекта говорил о том, что любое действие, вызывающее удовольствие в определённой ситуации, ассоциируется с ней и в дальнейшем повышает вероятность повторения данного действия в подобной ситуации, неудовольствие же (или дискомфорт) при действии, ассоциируемое с определённой ситуацией, приводит к снижению вероятности совершения этого акта в похожей ситуации. Это подразумевает, что в основе научения лежат также некоторые полярные состояния внутри организма.

Ещё один закон, предложенный Торндайком, касался врождённого комплекса движений. Если действия, совершённые в определённой ситуации, приводят к успешным результатам, то их можно назвать удовлетворяющими, в противном случае они будут нарушающими. Понятие успешного результата Торндайк даёт на уровне нейронов. При успешном действии система нейронов, приведённая в готовность, на самом деле функционирует, а не бездействует.
Первая работа Торндайка «Ум животных» (1898) стала важным открытием на пути внедрения объективного метода в исследование процесса научения.
Также он известен, как создатель «закона упражнения», «закона эффекта», «закона готовности», «закона использования» и «закона частоты».
Торндайк не считал себя бихевиористом, хотя его законы и исследования часто характеризует его как сторонника этого направления.

### «Закон упражнения»
(англ. Law of exercise) гласит, что повторение определённого акта способствует научению и облегчает его выполнение в дальнейшем, усиливая связь ситуации с реакцией, а его неповторение ослабляет эту связь.
В более поздних работах он провёл эксперимент. В эксперименте испытуемому требовалось нарисовать линию в 4 дюйма с закрытыми глазами три тысячи раз. Результат, который получил Торндайк привел его к выводу, что повторение одних и тех же действий почти не учат человека и мало влияют на психику.

### «Закон эффекта»
(англ. Law of effect) заключается в том, что полезное действие, вызывающее удовольствие, закрепляется и усиливает связь между ситуацией и реакцией, а вредное, вызывающее неудовольствие, ослабляет связь и исчезает.
«Научение» Торндайк характеризует как: связь между ситуацией и реакцией, сила которой оценивается вероятностью возникновения реакции на стимул.

## Основные работы
Основные работы Торндайка:
- Интеллект животных / «Animal intelligence» (1898);
- Образовательная психология / «Educational psychology» v. 1—2 (1913);
- Психология желаний, интересов и предпочтений / «The psychology of wants, interest and attitudes» (1935);
- Природа человека в социальных отношениях / «Human nature and the social order» (1940);
- Психология и наука образования / «Psychology and the science of education: selected frighting of Edward L. Thorndike» (1962).

## Переводы на русский язык
В России были опубликованы следующие работы Торндайка:
- Принципы обучения, основанные на психологии. С предисловием Л. С. Выготского (с. 5-23). М.: Работник просвещения, 1926;
- Принципы обучения, основанные на психологии. Со вступит. статьей Л. С. Выготского (с. 5-24). Изд. 2-е. М., Работник просвещения, 1929
- Новые методы преподавания арифметики (New methods in arithmetic). Перевод с английского А. С. Долговой; под редакцией и с предисловием Д. Л. Волковского. М.: Работник просвещения, 1930. 296 с., 23 см.
- Принципы обучения, основанные на психологии. Пер. с англ. Е. А. Герье. Со вступит. статьей Л. С. Выготского (с. 5-24). Изд. 3-е. М., Работник просвещения, 1930
- «Психология обучения взрослых» (1931);
- Психология арифметики. Пер. с англ. А. С. Долговой. Под ред. Д. Л. Волковского. М.-Л., Учпедгиз, 1932
- Новые методы преподавания алгебры. Пер. А. С. Долговой. Под ред. Д. Л. Волковского. 2-е изд. М.-Л., Учпедгиз, 1932
- Вопросы преподавания алгебры. Пер. с англ. А. С. Долговой. Под ред. проф. И. К. Андронова и Д. Д. Вопковского. М., 1934
- Процесс учения у человека. Пер. с англ. Под ред. проф. С. Е. Гайсиновича. М., Учпедгиз, 1935;
- Торндайк Э., Уотсон Дж. Б. Бихевиоризм. Принципы обучения, основанные на психологии. Психология как наука о поведении. М.: АСТ-ЛТД 1998 г. 704 с.